# Владимир Анђелковић
Владимир Анђелковић (Београд, 1950) је српски филмски продуцент, филмски педагог, организатор више националних манифестација, културни делатник.
Председник је Центра аматерског филма Србије (до 2011: Кино-савез Југославије) и председник одбора и главни организатор Ревије филмског стваралаштва деце и омладине Србије, националне манифестације под покровитељством Министарства културе Републике Србије.
Један је од главних твораца програма "Филм и анимација у образовном систему Србије".

## Биографија
Анђелковић је у родном граду, после основне школе и гимназије, дипломирао филмску и ТВ продукцију на Факултету драмских уметности у Београду.
Осим професионалног филма, Анђелковић се од 1972. године бави аматерским (непрофесионалним) филмом. Организовао је преко 60 фестивала аматерског филма, од тога половину као директор или главни организатор, у Социјалистичкој Федеративној Републици Југославији, Савезној Републици Југославији, Србији и Црној Гори, и сада у Србији.
Био је члан жирија на фестивалима у Пули, Осијеку, Сомбору, Бачкој Тополи, Вршцу, Омољици, Београду, Зајечару, Нишу, Врању, Косовској Митровици, Скопљу, Битољу... Од 1979. до 1987. године, радио је као део тима на организацији ФЕСТ-а и Југословенског фестивала документарног и краткометражног филма у Београду, а 2003. године био је организатор јубиларног 50. фестивала документарног и краткометражног филма. На истом фестивалу био члан жирија ФИПРЕСЦИ 2007. и 2009. године.
Обновио је 1998. године Ревију филмског стваралаштва деце и омладине Југославије (сада Србије) и од тада је био главни организатор ревија одржаних у Београду у Музеју Југословенске кинотеке. Председник је Управног одбора и председник Центра аматерског филма Србије (пре тога Кино савеза Југославије и Центра организација аматерског филма Југославије) од 2002. године.
Члан је и Српског фотографског друштва (до 2011: Фото савеза Југославије) и Удружења драмских писаца Србије.